# Acrarmostis dryopa
Acrarmostis dryopa là một loài bướm đêm trong họ Erebidae.